# Bokhtar
Bokhtar (tidigare känd som Qurghonteppa, Kurgan-Tiube, från persiska گرگان تپه, med betydelsen "Gurgankullarna") är en stad i sydvästra Tadzjikistan, och huvudustaden i regionen Chatlon. Qurghonteppa är den fjärde största staden i landet, med en befolkning på 125 000 (år 2020). Från staden kommer den framgångsrika fotbollsklubben FC Khatlon.
Bokhtar ligger i floden Vachsj dalgång, ungefär 100 kilometer söder om Dusjanbe. Den ligger på järnvägslinjen mellan Dusjanbe och Kulob.